# 겐파치교

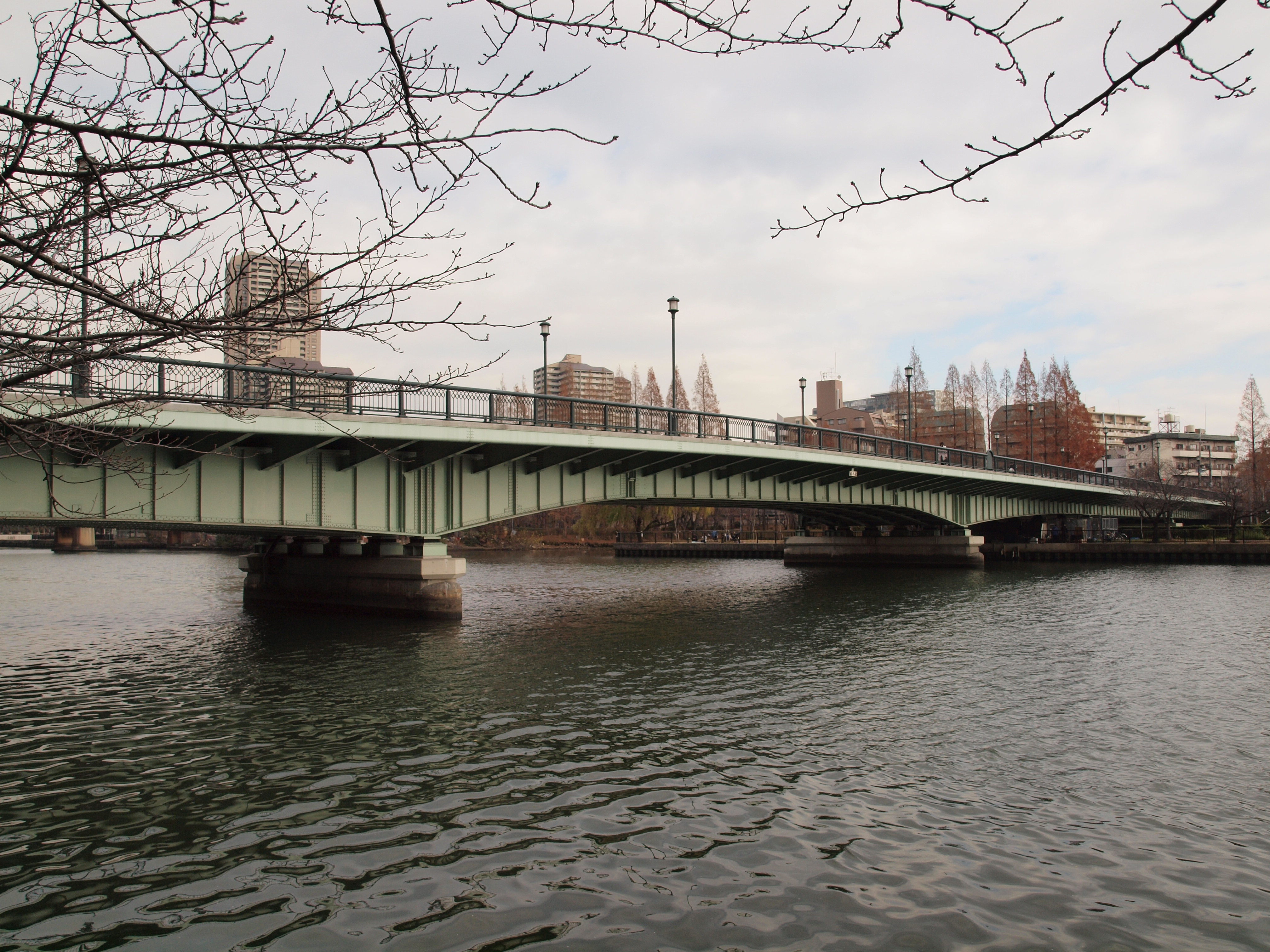
겐파치 교（2008년 12월）

겐파치 교(源八橋)는 오사카부 오사카시 기타구와 미야코지마구에 있는 구 요도가와강(오강)에 걸쳐있는 다리이다.

## 개요
오사카 기타 구 덴마 교 2쵸메와 미야코지마 구 나카노 마을 4쵸메를 잇는 오사카 시 도로 사쿠라노미야 방면 남북 42호선의 다리이다. 명칭은 에도 시대 초기부터 있었던 나룻배 ‘겐파치 선’에 연관지어 붙여졌다.
제2차 도시 계획 사업에 의해 1934년 8월부터 설치 공사가 행해져, 1936년 6월에 완성하였다. 이로 인해 겐파치 선은 폐지되었다. 쇼와 40년대(1960~70년대)에 자동차 교통의 발전에 따라 교통량이 증가하여, 동쪽의 우회전 차선 설치를 위해 1971년 3월에 동측 3경간분과 북측의 폭을 넓혔다. 또한, 1998년 7월에는 보도를 확장하였다.
부근에는 오사카 어메너티 파크（OAP）가 있어, 근처 역인 오사카 순환선 사쿠라노미야역과 OAP를 잇는 다리로써, 아침, 저녁의 통근시간대를 중심으로 많은 사람이 통행한다. 또한, OAP가 완성되자 다리가 확장되었다. 근처에는 사쿠라노미야 공원이 펼쳐져 있다. 또한, 다리의 북측에는 JR오사카 순환선의 교량이 있고 더욱 더 북측에는 미야코지마 교, 남측에는 사쿠라노미야 교가 있다.

### 주요제원
- 형식：게르버 식 철교형교
- 다리 길이：201.2m
  - 경간수ｘ지간：（동쪽부터）약28.0m + 37.0m + 32.0m + 48.0m + 32.0m + 23.0m
- 폭：11m（동쪽 3경간은 14.5m）

## 주변
- 덴마 교 지선
- 데이코쿠 호텔 오사카（OAP안에 있다.）